# Osphranticum labronectum
Osphranticum labronectum är en kräftdjursart som beskrevs av S. A. Forbes 1882. Osphranticum labronectum ingår i släktet Osphranticum och familjen Centropagidae. Inga underarter finns listade i Catalogue of Life.